# 동래군
동래군(東萊郡)은 현재의 부산광역시 중 강서구를 제외한 전역을 차지하던 경상남도의 옛 행정 구역이다. 군역(郡域)이 지속적으로 부산시에 편입되다가, 잔여 지역이 1973년에 양산군에 합쳐져 폐지되었다. 이후 양산군에 합쳐졌던 지역(원래 울산군이었던 서생면 제외)을 분리해 1995년에 부산광역시 기장군이 신설되었다.

## 개요
동래군은 부산부로 명칭 변경된 '동래군'과 1914년에 실시된 부군면 통폐합 당시에 부산부와 분할한 '동래군'으로 나눌 수 있다. 전자의 경우에는 지금의 기장군과 강서구를 제외한 부산광역시의 대부분에 해당하며, 후자의 경우에는 지금의 강서구와 중구, 영도구, 동구, 서구를 제외한 부산광역시의 대부분에 해당한다.
1914년 행정구역 개편으로 부산부와 분리될 당시의 동래군은 동래면·남면·서면·북면·좌이면(구포)·사상면(沙上面)·사하면(沙下面)·기장면·일광면(日光面)·장안면(長安面)·정관면(鼎冠面)·철마면(鐵馬面) 12면으로 구성되었고, 부산부는 부산면, 사중면, 사하면 일부·대중면을 88정(町)·동(洞)으로 개편하였다.
동래군은 현재 부산광역시의 모태로서 조선 시대 이후로 좌수영과 독진 등 군사상 요충지였으며, 왜관 등 대일외교 사무를 총괄하던 중요 관문이었다.

## 유래
옛 동래군은 삼국시대에 거칠산군(居柒山郡)과 대증현(大甑縣)이 합해져서 생겨났다.
지금의 동래에서 해운대에 걸쳐 있던 거칠산은 말 그대로 "거칠다"의 우리말에서 유래된 이름으로, ’거친 뫼’ 즉 황령산을 끼고 있다고 하여 붙여진 이름이다. 단 고대에는 "까실메"로 읽혔다. 현대어에 가깝게 "칠(柒)"자가 들어간 것은 우연의 결과이다.
지금의 부산포에서 낙동강 하구에 있었던 부산(釜山)이라는 이름의 기원이 되는 대증현(大甑縣)은 《동국여지승람》에서 "부산은 산이 가마솥 모양으로 생겼기 때문에 그 산 밑을 부산포라 한다."라고 하였는데, 그 산은 지금의 부산광역시 동구 좌천동에 있는 "증산"(甑山, 시루대 또는 부산)을 말한 것이다. 큰 시루를 뜻하는 "대증(大甑)"과 "부(釜, 가마솥)"는 뜻이 통하는 것으로 지금의 부산광역시 부산진구 당감동 일대를 말한다.

## 역사
삼한시대에는 해운대 지역에 거칠산국(居柒山國)이 있었다. 서기 1세기 후반인 탈해왕 대에 기장의 장산국과 함께 거칠산국이 신라에 점령되었다. 한편 부산포 일대에는 가야의 종발성(從拔城)이 세워져 신라와 백제ㆍ왜ㆍ가야 연합군의 각축장이 되었다. 내물왕 대인 서기 400년경에 백제,가야,왜의 연합군이 신라를 침공했다가 광개토왕의 고구려군에게 대패하여 패망하자 부산 전역이 신라의 영역에 편입되었다. 옛 거칠산국은 거칠산군(居柒山郡)이 되고 종발성은 "큰 시루"라는 뜻의 대증현(大甑縣)이 되었다. 757년(신라 경덕왕 16년)의 행정개편으로 거칠산군은 동래군(東萊郡)으로 개칭하였다. 대증현은 동평현(東平縣)으로 개명되어 기장현(機張縣)과 함께 동래군의 관할현이 되었다.
| 구 명칭                | 신 명칭        | 현대의 비정 위치    |
| ---------------------- | -------------- | ------------------- |
| 대증현(大甑縣)         | 동평현(東平縣) | 부산광역시 부산진구 |
| 갑화량곡현(甲火良谷縣) | 기장현(機張縣) | 기장군 기장읍       |

1018년(고려 현종 9년) 동래군이 동래현(東萊縣)으로 격하되고 울주(蔚州)의 속현이 되며 동래군의 속현이던 동평현은 양주(梁州)의 속현이 되었다.
1396년(태조(太祖) 5년) 음력 6월 18일 동래 만호(東萊萬戶) 윤형(尹衡)과 석포 천호(石浦千戶) 이의경(李義敬)이 왜구의 배 1척을 잡아서 군기와 갑옷을 바쳤다.음력 8월 9일에는 왜적의 배 1백 20척이 경상도에 입구(入寇)하여 병선(兵船) 16척을 탈취해 가고, 수군 만호(水軍萬戶) 이춘수(李春壽)를 죽였으며, 동래(東萊)·기장(機張)·동평성(東平城)을 함락하였다. 음력 10월 27일 - 왜구가 동래성(東萊城)을 포위하였다가 이기지 못하고 물러가면서 병선 21척을 불살랐고, 수군 만호(水軍萬戶) 윤형(尹衡)과 임식(任軾)이 전사하였다. 1397년(조선 태조 6년) 동래군에 처음으로 병마사(兵馬使) 겸 판현사(判縣事)를 두고, 동래군에 진(부산진, 釜山鎭)이 설치되었다. 1405년(태종 5년), 1018년 이래로 울주(蔚州)의 속현이었던 동래현이 주현(主縣)이 되고 양주의 속현이었던 동평현이 다시 동래현의 속현이 되었다. 1409년(태종 9년) 동평현이 다시 양주의 속현이 되었다가 1428년(세종 10년)에 다시 동래의 속현이 되었다. 1547년 동래현이 동래도호부로 승격되었다가 1592년에 다시 동래현으로 격하되었다. 1592년 울산 개운포에 있던 좌수영을 동래부 남촌면(현재 수영동)으로 옮겼다. 1599년 기장현이 폐현되어 그 남쪽을 동래현에 이속시켰다. 1617년 기장현이 복원되었다.
| Daedongyeojido (Gyujanggak) 18-02.jpg | Daedongyeojido (Gyujanggak) 18-01.jpg |
| Daedongyeojido (Gyujanggak) 19-02.jpg | Daedongyeojido (Gyujanggak) 19-01.jpg |

- 1895년 6월 23일(음력 윤5월 1일) 동래부 동래군으로 개편되었다.[4]
- 1896년 양산군 대저면→김해군, 좌이면→동래군 이속.[5]
- 1897년 동래군 좌이면→양산군 이속.
- 1904년 좌이면→계서면 개칭.
- 1906년 동래군+양산군 계서면=동래부(東萊府).
- 1910년 10월 1일 계서면→좌이면, 동래부→부산부(釜山府) 개칭.[6]
- 1914년 4월 1일 부산부를 부산부와 동래군으로 분할하였다. 이때 기장군이 폐지되고 동래군에 흡수된다.[7] (12면)

| 부령 제111호 |             |                                                                        |
| 구 행정구역 | 신 행정구역 | 신 행정구역                                                            |
| 부산부 읍내면(邑內面) 교동/대평동/범어동/서호동 일부, 신락동/회룡동, 괴정동/옥천동/복상동/부가동, 평남동/안민동/장남동/안국동/서호동 일부, 신리동/안락동, 염창동/서원동/화현동, 만화동/생민동/회인동                     | 동래면      | 교동(校洞), 낙민동, 복천동, 수안동, 연산동, 원동(院洞), 칠산동         |
| 부산부 서상면(西上面) 대평동/대제동/거평동, 석사동/거인동/여고동, 금산동/미남동/화촌동/(북면)소정동 일부 | 동래면      | 거제동, 여고동(余古洞), 온천동                                         |
| 부산부 동상면(東上面) 사천동/금천동 일부, 명장동, 반송동/(기장군 상서면)운봉동, 무정동/삼어동/반여동/중리동, 서동/금천동 일부, 내석동/외석동, 오륜동/회천동 일부, 동대동/회천동 일부                                     | 동래면      | 금사동, 명장동, 반송동, 반여동, 서동, 석대동, 오륜동, 회동동           |
| 부산부 동하면(東下面) 우동/운촌동,재송동/(동상면)후동, 좌동 일부, 오산동/대천동/중동/좌동 일부 | 남면        | 우동, 재송동, 좌동, 중동                                               |
| 부산부 용주면(龍珠面) 호암동/남외동/감포동, 동일동/동이동/동삼동/서일동/서이동/서삼동, 남천동/대연동, 북외동/구락동, 덕민동/평민동, 당곡동/석포동/대일동/대이동/노하동, 우암동                                           | 남면        | 광안동, 남수동(南壽洞), 남천동, 망미동, 민락동                         |
| 부산부 용주면(龍珠面) 호암동/남외동/감포동, 동일동/동이동/동삼동/서일동/서이동/서삼동, 남천동/대연동, 북외동/구락동, 덕민동/평민동, 당곡동/석포동/대일동/대이동/노하동, 우암동                                           | 서면        | 대연동, 우암동                                                         |
| 부산부 남면(南面) 감만동, 용당동, 용호동 | 서면        | 감만동, 용당동, 용호동                                                 |
| 부산부 동평면(東平面) 가야동/유정동/중리동, 개금동/신리동, 당리동/감촌동, 고대동/부현동/상리동 | 서면        | 가야동, 개금동, 당감동, 부암동                                         |
| 부산부 서하면(西下面) 문현동, 범전동 일부, 범전동 일부/(부산면)산수동 일부, 양정동, 연지동, 전포동, 초동동/초서동 | 서면        | 문현동, 범전동, 부전동, 양정동, 연지동, 전포동, 초읍동                 |
| 부산부 사하면(沙下面) 감천동, 당리동, 괴정동/대티동 일부, 구서평동, 신평동, 내장동/외장동, 다대동/홍티동, 평림동, 암남동                                                                                                 | 사하면      | 감천동, 당리동, 괴정동, 구평동, 신평동, 장림동, 다대동, 하단동, 암남동 |
| 부산부 사상면(沙上面) 모라동/(좌이면)덕곡동, 괘내동/창법동/덕포동 일부, 덕포동 일부, 사성동/구덕동/장문동, 주례동/냉정동, 엄궁동, 감동/서전동/(좌이면)유도동 일부                                                        | 사상면      | 모라동, 괘법동, 덕포동, 학장동, 주례동, 엄궁동, 감전동                 |
| 부산부 좌이면 유도동 일부, 소사동 | 사상면      | 유두동, 삼락동                                                         |
| 부산부 북면(北面) 구세동/금단동/두실동, 노포동/대롱동/작장동/녹동 일부, 청룡동, 하정동/선동/상현동/하신동, 임석동/수내동/대두동/중리동/죽전동/송정동 일부, 장전동/소정동 일부, 부곡동/금양동/기채동, 외남동              | 북면        | 구서동, 노포동, 청룡동, 선동, 두구동, 장전동, 부곡동, 남산동           |
| 부산부 좌이면(左二面) 용당동/수정동/하잠동/대천동 일부, 동원동/화정동/공창동 일부/대천동 일부, 산공선동, 구포동/사량동 일부, 사량동 일부/당동 일부, 당동 일부/(서상면)만덕동 일부                                        | 좌이면      | 화명동, 금곡동, 구포동, 금성동, 덕천동, 만덕동                         |
| 기장군 상서면(上西面) 안평동 일부/고촌동, 구칠동, 백길동, 안평동 일부/(동면)만화동 일부, 마지동/연구동/대곡동 일부, 와여동, 웅천동, 각암동/이곡동, 장전동/대곡동 일부                                                    | 철마면      | 고촌리, 구칠리, 백길리, 안평리, 연구리, 와여리, 웅천리, 이곡리, 장전리 |
| 기장군 하서면(下西面) 입석동, 임기동, 두전동/부명동, 임곡동, 월평동 | 철마면      | 송정리, 임기리                                                         |
| 기장군 하서면(下西面) 입석동, 임기동, 두전동/부명동, 임곡동, 월평동 | 정관면      | 두명리, 임곡리, 월평리                                                 |
| 기장군 하북면(下北面) 달산동/예림동 일부/대전동 일부/매곡동 일부, 매곡동 일부/상곡동, 모전동, 방곡동/대전동 일부, 병산동, 예림동 일부, 덕전동/산막동/평전동/가동, 월평동                                                 | 정관면      | 달산리, 매학리, 모전리, 방곡리, 병산리, 예림리, 용수리, 월펼리         |
| 기장군 상북면(上北面) 고동, 기룡동, 길천동, 명례동, 용소동, 오동 일부, 장안동, 효암동/(울산군 외남면)효열동 일부 | 장안면      | 고리, 기룡리, 길천리, 명례리, 용소리, 오리, 장안리, 효암리             |
| 기장군 중북면(中北面) 선암동/(하북면)내덕동, 반룡동/(상북면)오동 일부, 임랑동/월내동 일부, 월내동 일부, 좌동동/덕산동, 좌천동, 문동동, 문중동 일부, 신평동, 원동/문중동 일부, 칠암동                                     | 장안면      | 덕선리, 반룡리, 임랑리, 월내리, 좌동리, 좌천리                         |
| 기장군 중북면(中北面) 선암동/(하북면)내덕동, 반룡동/(상북면)오동 일부, 임랑동/월내동 일부, 월내동 일부, 좌동동/덕산동, 좌천동, 문동동, 문중동 일부, 신평동, 원동/문중동 일부, 칠암동                                     | 일광면      | 문동리, 문중리, 신평리, 원리, 칠암리                                   |
| 기장군 동면(東面) 동백동, 조전동/후동, 용천동, 이천동/이동동, 청광동, 학리동, 화전동, 횡계동, 교동 일부, 만화동 일부 | 일광면      | 동백리, 삼성리, 용천리, 이천리, 청광리, 학리, 화전리, 횡계리           |
| 기장군 동면(東面) 동백동, 조전동/후동, 용천동, 이천동/이동동, 청광동, 학리동, 화전동, 횡계동, 교동 일부, 만화동 일부 | 기장면      | 교리, 만화리                                                           |
| 기장군 남면(南面) 내동, 당사동, 석산동, 송정동/(부산부 동하면)좌동 일부, 동암동/공수동 | 기장면      | 내리, 당사리, 석산리, 송정리, 시랑리                                   |
| 기장군 읍내면(邑內面) 사라동/마동 일부/동부동 일부, 용암동/무양동 일부, 동부동 일부/마동 일부/서부동 일부/(동면)교동 일부, 서부동 일부, 신천동 일부, 신암동/서암동/무양동 일부, 월전동/두호동, 청강동/무곡동/신천동 일부 | 기장면      | 대라리, 대변리, 동부리, 서부리, 신천리, 연화리, 죽성리, 청강리         |
- 1918년 1월 1일 좌이면→구포면 개칭.
- 1931년 4월 1일 동래면을 동래읍으로 승격하였다.[8] (2읍 11면)
- 1936년 4월 1일 서면→부산부 부산진출장소 개칭, 사하면 암남리 내속.[9] (1읍 10면)
- 1942년 10월 1일 사하면→사하출장소, 남면→수영출장소 개편, 동래읍, 사하면,  남면, 북면 부곡·장전리→부산부 편입.[10] (8면)
- 1943년 10월 1일 구포면→읍 승격.[11] (1읍 7면)
- 1951년 9월 1일 서부(사하출장소 내속 사하지소로 개칭), 중부·부산진·동래·영도·초량출장소 설치.
- 1953년 부산진출장소→대연출장소(우암, 용당, 용호, 대연, 남천, 감만동) 설치, 수영출장소 관할 우동, 좌동, 중동→해운대출장소 승격.
- 1957년 1월01일 서부출장소→서구(사하지소→사하출장소 개칭), 중부출장소→중구, 영도출장소→영도구, 초량출장소→동구로 승격, 동래+해운대출장소=동래구(해운대출장소 설치), 부산진+대연출장소=부산진구(동구 범일3동→범천1∼3동).
- 1963년 1월 1일 구포읍→ 부산시 구포출장소, 사상면→사상출장소, 북면→동래군 북면출장소, 기장면 송정리→동래군 해운대출장소에 편입하고,[12] 울주군 서생면을 동래군에 편입하였다.[13] (6면)

| 법률 제1173호                                                                      |                           |
| 구 행정구역                                                                        | 신 행정구역               |
| 동래군 구포읍 일원(구포리, 금성리, 금곡리, 화명리, 덕천리, 만덕리)                 | 부산진구 일부(구포출장소) |
| 동래군 사상면 일원(덕포리, 삼락리, 모라리, 괘법리, 감전리, 주례리, 학장리, 엄궁리) | 부산진구 일부(사상출장소) |
| 동래군 북면 일원(남산동, 선리, 두구리, 노포리, 청룡리, 구서리)                     | 동래구 일부(북면출장소)   |
| 동래군 기장면 송정리                                                               | 동래구 일부(북면출장소)   |
| 법률 제1175호                                                                      |                           |
| 구 행정구역                                                                        | 신 행정구역               |
| 울주군 서생면 일원                                                                 | 동래군 서생면 일원        |
- 1973년 7월 1일 현재 기장 지역 등 남은 동래군 지역 모두가 양산군에 편입됨으로써 행정구역명이 소멸되었다.[14] 대저면→읍 승격, 진구 대연출장소→시직할대연출장소 승격.
- 1975년 10월 1일 서구 사하출장소→시직할 사하출장소 승격, 구포출장소+사상출장소=시직할북부출장소 개편, 시직할대연출장소+동래구 수영출장소+진구 범천3동 일부+동구 범일3동 일부=남구, 동래구 북면출장소 폐지.
- 1976년 4월 6일 해운대출장소가 시직할해운대출장소로 승격.
- 1978년 1월 1일  동래구 반여1∼2, 반송1∼2, 석대, 재송동→시직할 해운대출장소 합속,

```
시직할북부출장소+김해군 대저읍 명지면, 가락면 일부=북구.
```

- 1980년 4월 1일 시직할해운대출장소→해운대구 승격.
- 1983년 5월 1일 시직할 강서출장소(김해군 편입지역) 설치, 12월 15일 시직할사하출장소→사하구로 승격.
- 1988년 1월 1일 동래구→금정구 분구.
- 1989년 1월 1일 시직할 강서출장소+김해군 가락면, 녹산면과 의창군 천가면=강서구 승격.
- 1995년 3월 1일 동래구→연제구, 남구→수영구, 북구→사상구 분구, 진해시 웅2동 일부 강서구 내속. 양산군 기장읍, 장안읍, 일광면, 정관면, 철마면을 관할로 부산광역시 기장군을 설치하였다. 군역이 1914년 폐지된 기장군과 일치하여, 군명은 기장군이 되었다.[15]

## 행정 구역
1914년의 행정구역과 현재의 행정구역 비교
| 1914년          | 1914년 | 현재               | 현재 |
| 면              | 동·리 | 시·구              | 동·리 |
| --------------- | --- | ------------------ | --- |
| 사하면 (沙下面) | 암남리 | 부산 서구          | 암남동 |
| 사하면 (沙下面) | 감천리, 하단리, 신평리, 장림리, 다대리, 구평리, 당리, 괴정리                                               | 부산 사하구        | 감천동, 하단동, 신평동, 장림동, 다대동, 구평동, 당리동, 괴정동                                             |
| 사상면 (沙上面) | 주례리, 학장리, 괘법리, 덕포리, 엄궁리, 감전리, 모라리, 삼락리, 유두리                                     | 부산 사상구        | 주례동, 학장동, 괘법동, 덕포동, 엄궁동, 감전동, 모라동, 삼락동 일부, 삼락동 일부                           |
| 서면 (西面)     | 양정리, 범전리, 부전리, 초읍리, 연지리, 전포리, 부암리, 개금리, 가야리, 당감리                             | 부산 부산진구      | 양정동, 범전동, 부전동, 초읍동, 연지동, 전포동, 부암동, 개금동, 가야동, 당감동                             |
| 서면 (西面)     | 문현리, 대연리, 우암리, 용호리, 용당리, 감만리                                                             | 부산 남구          | 문현동, 대연동, 우암동, 용호동, 용당동, 감만동                                                             |
| 남면 (南面)     | 광안리, 남천리, 남수리, 망미리, 민락리                                                                     | 부산 수영구        | 광안동, 남천동, 수영동, 망미동, 민락동                                                                     |
| 남면 (南面)     | 우리, 좌리, 중리, 재송리                                                                                   | 부산 해운대구      | 우동, 좌동, 중동, 재송동                                                                                   |
| 동래면 (東萊面) | 반여리, 석대리, 반송리                                                                                     | 부산 해운대구      | 반여동, 석대동, 반송동                                                                                     |
| 동래면 (東萊面) | 연산리, 거제리                                                                                             | 부산 연제구        | 연산동, 거제동                                                                                             |
| 동래면 (東萊面) | 수안리, 칠산리, 복천리, 낙민리, 원리, 교리, 온천리, 여고리, 명장리                                         | 부산 동래구        | 수안동, 칠산동, 복천동, 낙민동, 안락동, 명륜동, 온천동, 사직동, 명장동                                     |
| 동래면 (東萊面) | 회동리, 오륜리, 금사리, 서리                                                                               | 부산 금정구        | 회동동, 오륜동, 금사동, 서동                                                                               |
| 북면 (北面)     | 부곡리, 구서리, 선리, 두구리, 장전리, 노포리, 남산리, 청룡리                                               | 부산 금정구        | 부곡동, 구서동, 선동, 두구동, 장전동, 노포동, 남산동, 청룡동                                               |
| 좌이면 (左耳面) | 금성리 | 부산 금정구        | 금성동 |
| 좌이면 (左耳面) | 화명리, 구포리, 덕천리, 금곡리, 만덕리                                                                     | 부산 북구          | 화명동, 구포동, 덕천동, 금곡동, 만덕동                                                                     |
| 철마면 (鐵馬面) | 이곡리, 연구리, 구칠리, 장전리, 웅천리, 백길리, 와여리, 안평리, 고촌리, 송정리, 임기리                     | 부산 기장군 철마면 | 이곡리, 연구리, 구칠리, 장전리, 웅천리, 백길리, 와여리, 안평리, 고촌리, 송정리, 임기리                     |
| 정관면 (鼎冠面) | 달산리, 용수리, 방곡리, 예림리, 매학리, 병산리, 모전리, 월평리, 임곡리, 두명리                             | 부산 기장군 정관읍 | 달산리, 용수리, 방곡리, 예림리, 매학리, 병산리, 모전리, 월평리, 임곡리, 두명리                             |
| 장안면 (長安面) | 고리, 길천리, 오리, 명례리, 장안리, 기룡리, 용소리, 반룡리, 효암리, 좌천리, 월내리, 임랑리, 좌동리, 덕선리 | 부산 기장군 장안읍 | 고리, 길천리, 오리, 명례리, 장안리, 기룡리, 용소리, 반룡리, 효암리, 좌천리, 월내리, 임랑리, 좌동리, 덕선리 |
| 일광면 (日光面) | 이천리, 삼성리, 학리, 청광리, 동백리, 화전리, 횡계리, 용천리, 문동리, 문중리, 칠암리, 신평리, 원리         | 부산 기장군 일광읍 | 이천리, 삼성리, 학리, 청광리, 동백리, 화전리, 횡계리, 용천리, 문동리, 문중리, 칠암리, 신평리, 원리         |
| 기장면 (機張面) | 동부리, 서부리, 대라리, 죽성리, 신천리, 청강리, 연화리, 대변리, 교리, 만화리, 내리, 석산리, 당사리, 시랑리 | 부산 기장군 기장읍 | 동부리, 서부리, 대라리, 죽성리, 신천리, 청강리, 연화리, 대변리, 교리, 만화리, 내리, 석산리, 당사리, 시랑리 |
| 기장면 (機張面) | 송정리 | 부산 해운대구      | 송정동 |

## 같이 보기
- 부산광역시
- 동래구
- 기장군
- 양산시

## 참고 문헌
- 춘추관 관원들 (1413). 《태조실록》.
- 조선 왕조(1454), 《세종실록 지리지》(世宗實錄地理志), 〈지리지 > 경상도 > 경주부(慶州府) > 동래현(東萊縣)〉